# Thomas Stoddard
Thomas B. Stoddard (Seattle, 1949 - Nova York, 12 de febrer de 1997) va ser un advocat nord-americà i activista pels drets LGBT. Va ser el director executiu de Lambda Legal Defense and Education Fund de 1986 a 1992. També va exercir com a professor adjunt a la Facultat de Dret de la Universitat de Nova York a partir de 1981.

## Activisme
A més del seu treball contra l'homofòbia, Stoddard va ser actiu oposant-se a la serofòbia. Va escriure un projecte de llei que prohibia la discriminació contra els homosexuals en allotjaments públics que va ser aprovat pel Consell Municipal de Nova York, i posteriorment signat com llei per l'alcalde de la ciutat, Ed Koch, el 1986.
Va exercir com a director de la Campanya per al Servei Militar, que es va reunir públicament el 1993 amb l'aleshores president Bill Clinton amb l'esperança de persuadir-lo de posar fi a la política que prohibia que els homes homosexuals servissin a les forces armades.

## Vida personal
Stoddard va néixer a Seattle, Washington i va créixer a Glenview, Illinois. Va assistir a la Universitat de Georgetown i es va graduar per la Facultat de Dret de la Universitat de Nova York el 1977.
Stoddard va tenir una cerimònia de casament amb Walter Rieman el 1993, on els dos homes es van intercanviar anells de noces d'or de Tiffany's. Stoddard i Rieman van ser designats posteriorment "socis domèstics" a la ciutat de Nova York.
Stoddard va ser diagnosticat amb un sarcoma de Kaposi, un càncer relacionat amb la sida, el 1989. Va morir de sida el 12 de febrer de 1997 a la seva casa de Manhattan, Nova York.